# Convenzione di Vienna sulla successione degli Stati rispetto ai beni pubblici, gli archivi e i debiti pubblici
La Convenzione di Vienna sulla successione degli Stati rispetto ai beni pubblici, gli archivi e i debiti pubblici è un trattato internazionale adottato e aperto alla firma l'8 aprile 1983 e non ancora entrato in vigore. La convenzione ha lo scopo di regolare la successione nei beni pubblici, negli archivi e nei debiti pubblici nei casi di successione di Stati.
Possono partecipare alla Convenzione tutti gli Stati. Attualmente la convenzione non è in vigore, in quanto mancano le 15 ratifiche o adesioni di Stati necessarie in virtù dell'articolo 50 del trattato.
È basata su un progetto predisposto dalla commissione del diritto internazionale.

## Stati che hanno dato il consenso a obbligarsi
Attualmente le parti al trattato sono solo 7. Il consenso a obbligarsi non è avvenuto in nessun caso tramite ratifica, ma esclusivamente tramite adesione. Gli Stati che hanno espresso questo consenso sono: Croazia, Estonia, Georgia, Liberia, Slovenia, Repubblica di Macedonia e Ucraina.